# Aram Asatryan
Aram Asatryan (armenisch Արամ Ասատրյան; * 3. März 1953 in Etschmiadsin; † 7. November 2006 in Oschakan) war ein armenischer Popsänger und Songwriter.

## Leben und Karriere
Aram Asatryan wurde in Etschmiadsin in eine Flüchtlingsfamilie geboren. 1985 gründete er eine Band und wurde durch seine Stimme und seinen musikalischen Stil bekannt. Asatryan gab weltweit Konzerte in Asien, Europa, Russland, dem Nahen Osten und in vielen Städten in Armenien. Er schrieb weit über 500 Lieder und befand sich auf zahlreichen Tourneen. Im Laufe seines Lebens erhielt er viele Auszeichnungen wie den „Gusan“, der ihm am 18. April 2003 vom Kulturministerium in Armenien überreicht wurde. Bis zu seinem Tod lebte er in den USA. 
Asatryan starb am 7. November 2006 bei Oschakan in der Provinz Aragazotn an einem Herzinfarkt, als er bei einer Taufe als Pate für eine armenische Familie auftrat.

## Diskographie (Auswahl)
- Mer Hayrenik (1990)
- The Best (1991)
- Ankakh Hayastan (1992)
- Musik mit Duduk (1993)
- Indz Hamar (1993)
- Puch Ashkhar (1993)
- Nayir Ashkharin (1994)
- Azat Hayastan (1995)
- Hay Es Du (1996)
- The Golden Album (1997)
- Super Dance (1998)
- In Los Angeles (1998)
- Et Dardzek Tariner (1999)
- 10 Tari Bemum (1999)
- Aram Asatrian (2000)
- Self Titled (2000)
- The Very Best (2000)
- Re Mi-X (2000)
- Asem, Te Chasem (2001)
- Im Yerke (2001)
- Skizb (2002)
- Sweet Memories (2002)
- The Best of 1989–2002 (2003)
- Du Ashkhar Yekar (2003)
- Aram Asatryan & Friends: 50 Golden Years (2003)
- Anund (2005)
- Aram Asatryan Hamalir: Live Concert in Armenien (2005)
- Aram Asatryan, Artash Asatryan, Tigran Asatryan-My Sons (2006)

### Singles (Auswahl)
- Sourp Sarkis
- Chanaparh
- Trakhdi Peri
- Sev Sev Acher (Original: İbrahim Tatlıses – Haydi Söyle)